# معبد آتون الكبير
معبد آتون الكبير هو معبد يقع ضمن نطاق المعابد غير المسقوفة المميزة التي شيّدها الملك أخناتون (أمنحتب الرابع) إلى الشمال من المنطقة المقدسة والمدينة العاصمة الجديدة «آخت – آتون أي أفق آتون» المعروفة بتل العمارنة والتي اتخذها في عهده في العام الرابع من حكمه بدلًا من طيبة وكرسها لعبادة الإله آتون قرص الشمس. وقد شيّد أخناتون معبدين في مدينة تل العمارنة: أحدهما للملكة تي وهو معبد آتون الصغير، والآخر يعد المعبد الرسمي للدولة والخاص بالملك أخناتون نفسه وهو المعبد الكبير، وربما قد بنى معبد ثالث للأميرة باكت آتون أيضًا، بل وشيّد حول تلك المعابد في نفس المنطقة قصر الملك وقصور الأمراء. اختلفت هذه المعابد عن غيرها من معابد الدولة الحديثة، فقد امتازت بصبغة الفكر والعقيدة الآتونية، وقد كان أهم ما يميز هذه المعابد وجود عَتَب علوي مفروق بين بُرجي الصرح فلا يحول دون أشعة الشمس، كما يتبع هذا الصرح عدة أفنية مكشوفة لنفس السبب، وبذلك تتخللها الشمس من كل زاوية ولا توجد حُجب تفصل بين رواد المعبد وبين إلاههم آتون على عكس باقى المعابد كان حرم الإله مظلم. ومن إقليم الشلال الأول (الإقليم الأول) عَهَد الملك إلى المهندس باك بإحضار الأحجار لبناء هذه المعابد، ولكن هذه المعابد قد تهدمت بعد أن هُجرت المدينة وتوصل العلماء إلى تخطيط هذه المعابد عن طريق صورهم التي كانت على جدران بعض المقابر، بالإضافة إلى تحديد التفاصيل المعمارية لها من خلال دراسة خنادق الأساس المُغطاة بالجبس وتحمل رسم للمداد الأسود.

## وصف المعبد
في البداية بُنى هذا المعبد من الطوب اللبن وربما هدف من استخدامه سرعة إنشاء المعبد من أجل العبادة، ويبدو أنه كان ستتم إعادة بنائه مرة أخرى ولكن باستخدام الأحجار ولكن على مايبدو أن أخناتون لم يتمم عملية إنشاء هذا المعبد. ويتكون المعبد من ثلاثة أقسام كلها على محور واحد وهي:
1. صالة الاحتفالات (بيت الأفراح)
2. صالة جم آتون (لقاء آتون)
3. قدس الأقداس (الهيكل).

### سور المعبد
كان يحيط بالمعبد سور ضخم عرضه ثلاثمائة متر تقريبٌا بينما طوله كان ثمانمائة متر.

### المدخل الرئيسي للمعبد
كان المدخل على هيئة صرح ذي برجين شاهقي الارتفاع من الطوب اللبن المدعم بالحجر، كما كان متوسطًا جدار السور الغربي ويحتوي على فتحات من أجل ساريات الأعلام. وكانت صالة الاحتفالات وصالة جم آتون تقعان بالقرب من المدخل، ويقع خلف مدخل المعبد مباشرة صرح في واجهة كلّاً من برجيه خمس ساريات عالية لترفرف أعلاها الأعلام وشُيّد هذا الصرح بالطوب اللبن وكُسى بالحجر الجيري، وكما ظهر في مداخل المعابد في تل العمارنة فإن هذا الصرح استُغنيَ فيه عن العتب والكورنيش عدا جزئين صغيرين في طرفي أعلى المدخل وتم تثبيت نجران من معدن أو حجر صلد فيه يدور العقب الأعلى في كلًّا منهما لكلًا من مصرعي الباب، فبذلك أصبح العتب مفروقًا فسمح بدخول ضوء الشمس وأصبح الطريق الأوسط في بهو الأعمدة مكشوفًا للنظر بكامل ارتفاعه ولايوجد حائل يحجبه.

### صالة الاحتفالات (بيت الأفراح)
هي عبارة عن صالة ذات فناء أوسط مكشوف ويحيط به رواقان وفي كل رواق ثمانية أعمدة في صفين وفي نهايته توجد مائدة قرابين صغيرة منقوشًا عليها صورة الملك أخناتون والمكلة نفرتيتي وهما يُقدمان القرابين لآتون وهي مصنوعة من الحجر الجيري
وخلف مائدة القرابين يوجد درجًا يهبط إلى قاعات في كل من برجي الصرح الذي يتقدم القسم الثاني من المعبد صالة جم آتون (لقاء آتون).

### صالة جم آتون (لقاء آتون)
يوصَل إليها بعد صالة الاحتفالات وتتكون من عدة أفنية غيرمسقوفة يلي بعضها البعض، عددها ستة أفنية، يتقدم كل فناء صرح ذو برجين بينهما مدخل ذو عتب مفروق أيضًا، بينما يتوسط تلك الأفنية طريق مستقيم على محور المعبد، الذي يكتنفه من الجانبين عدد كبير من موائد القرابين المربعة المصنوعة من الحجر، وآخر فنائين منها -الخامس والسادس- يتوسطهما مائدة قرابين كبيرة إلى جانب موائد صغيرة عديدة. بالإضافة إلى القاعات الغير مسقوفة التي تُحيط بجم آتون وبداخل كل قاعة توجد مائدة قرابين صغيرة أو أكثر. وخارج جدار جم آتون يوجد عدد كبير من موائد القرابين المصنوعة من اللبن والتي ربما كانت مخصصة لأفراد الشعب ليقدمواعليها القرابين للإله الجديد «آتون».

### قدس الأقداس (الهيكل)
يقع إلى أقصى الشرق من المعبد ويبعد حوالي ثلاثمائة وعشرين مترًاعن صالة لقاء آتون وكان يشغل مساحة طولها مائة متر تقريبًا، وهوعلى عكس معابد الدولة الحديثة، فهو مكشوف وغير مسقوف؛ لأن آتون -قرص الشمس- هو الذي يُعبد فيه. يتقدمه صرح يوجد خلفه فناء مستطيل بجانبه الأيمن بعض بيوت الكهنة وعددها ثلاثة بيوت صغيرة، ثم يوجد صرح ثانٍ وبه فناء ثانِ يتوسطه طريق يُظَن أنه كانت تُحيط به الأشجار، ويؤدي هذا الطريق إلى صرح ثالث به فناء ثالث، ويحتوي على عدد كبير من موائد القرابين وتُحيط به بعض القاعات وفي مؤخرته يوجد رواقان بكل منهما يوجد تمثالان ضخمان لأخناتون، ويوجد صرح رابع يؤدي إلى ردهة تؤدي إلى ممر متعرج يحول دون رؤية ما كان يحدث في قدس الأقداس، ويتكون من فناء مكشوف يتوسطه مائدة قرابين عالية وضحمة بدلًا من القاعدة المعتادة التي كان يُوضع عليها رمز أو تمثال المعبود، كما تُحيط به عدة موائد قرابين وقاعات مكشوفة. وخلف هذا الهيكل الرئيسي يوجد فناء تتوسطه مائدة قرابين عالية، قد أنشأها أخناتون فور وصوله لتل العمارنة من أجل التضحية لآتون.

## الاختلافات بين معبد آتون بتل العمارنة وغيره من معابد الآلهة
إن الفكر والعقيدة الدينية يمثلان العامل الأهم على مر العصور في تطور شكل وعمارة معابد الآلهة؛ لأن إقامة الشعائر الخاصة بالإله من أدعية وابتهالات وإقامة الصلوات كانت هي الهدف الأول من إنشاء المعبد والتي تختلف بدورها وفق طبيعة وشكل الإله. فمثلًا الإله «رع» بالجيزة يختلف في عمارته عن معبد الإله «آمون» بالأقصر، واللذان يختلفان عن معبد الإله «آتون» بتل العمارنة. بالإضافة إلى أن أجزاء وعناصر العمارة اختلفت من معبد لآخر وفقًا لمبررات ترجع لروايات الكهنة وعالم الأساطير ولعل أهم ما يميز معابد الإله آتون أنها تميزت بصبغة وفكر هذه العقيدة التي انعكست على أقسام ومكونات المعبد، فكانت كثيرة الأفنية غيرمسقوفة؛ لكي تغمرها الشمس بآشعتها ولا تحجبها عوائق تفصل بين رواد المعبد وبين إلاههم آتون. كما تميزت بموائد القرابين العديدة التي كانت من حق الشعب الدخول إلى «لقاء آتون» في المعبد لتقديم القرابين لإلاههم. وأيضًا «صالة جم آتون» تختلف عن الاستراحة التي كانت توجد في بعض المعابد والتي كانت الأساطين تحيط بها في كل جوانب الفناء وكان يتم حمايتها من خلال الحوائط. بالإضافة إلى مداخل صروحها ذات الأعتاب المفروقة، والتي كانت جدارنها تزين بمناظر ونقوش ورسوم واقعية، والتي لم يبق منها غير آثار ضعيفة، وحرص أخناتون على إبرازها لتكون سمة فنية معبرة عن عقيدته الجديدة. كما عُمد انعدام تمثيل أي معبودات أخرى على جدران المعابد بخلاف الإله آتون.

## أوجه الشبه والاختلاف بين معابد آتون ومعابد الشمس
تُعد معابد آتون أقرب إلى معابد الشمس التي بدأ تشيدها منذ عصر أوسركاف ومن بعده كل حاكم من حكام الأسرة الخامسة تقريبًا بجوار أهرامهم، إلا أنه لم يُعثر إلا على معبدين فقط من أصل ستة معابد الشمس: أولها: معبد أوسركاف الذي شُيّد من الطوب ولكن لم يتبق منه إلا مبانِ جففتها الشمس.، وثانيهما معبد ني أوسر رع بأبو غراب وهو المعبد الوحيد من معابد الشمس والمعابد المصرية الذي توصِّل منه إلى نموذج فعلي يمكن دراسته وإعادة ترميمه. والذى من خلاله يُلتَمس مدى قرب معابد آتون منه.

### أوجه الشبه
- تميزت هذه المعابد بفنائها المفتوح للسماء من أعلى لتملأه آشعة الشمس ويمكن من خلاله رؤية الإله رع في جميع الأوقات.
- عدم وجود تمثال للإله محجوب في غرفة قدس الأقداس المظلمة فلذلك لم يكن هناك أي محراب أو ناووس للتعبد، وذلك لأن هذا لإله لم يكن مقره على الأرض ولم يأخذ هيئة حيوان أو تمثال بل هو يسطع في كل يوم في السماء.[8]
- طقوس عقيدة الشمس ليست كعقائد المعبودات الأخرى، فقد كانت تُقام من خلال المسلة والتى كانت تقع وسط الردهة الغير مسقوفة وفي الهواء الطلق تحت آشعة الشمس المشرقة وفي وضح النهار[3]
- بالإضافة إلى المذابح وملحقاتها مثل فنائي الذبح والمخازن.[7]

### أوجه الاختلاف
- من حيث تخطيط المعبد: يُلاحظ أن معبد الشمس يتكون من ثلاثة أجزاء، وهي معبد الوادي الذي يقع على حافة الأرض الخصبة ثم الممر الصاعد، ومن خلال بوابة نصل إلى الفناء المفتوح الذي شُيّدت به المسلة فوق قاعدة.[3] بينما معابد آتون اختلفت عنها من حيث المداخل ذات الأعتاب المفروقة والأفنية المتعاقبة[4] بالإضافة إلى إنها كانت تُشبه معابد الدولة الحديثة من حيث الصرح أولًا ثم الفناء وغيره من الملحقات ثم في النهاية نصل إلى قدس الأقداس.
- من حيث النقوش: يتضح ان معابد الشمس كان يصورها الملوك أثناء احتفالهم بعيد سد، بينما معابد آتون كان يظهر فيها الملوك والشعب أثناء تعبدهم للاله اّتون.[6]